# Zdigitalizowane czasopisma Polony

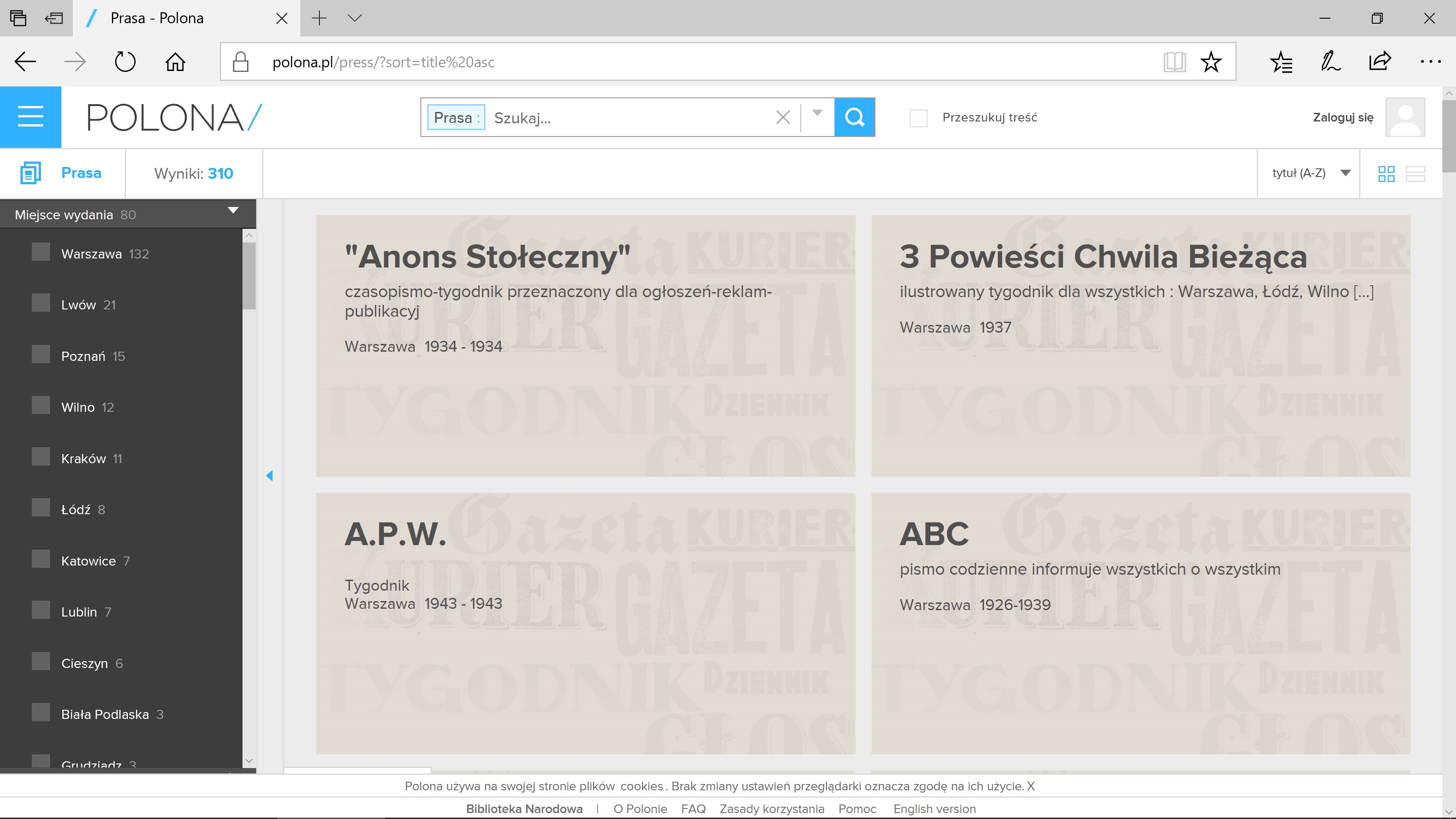
[https://polona.pl/press/?sort=title%20asc Panel prasy dostępny w Polonie/2miliony

Polona jest polską biblioteką cyfrową, w której udostępniane są zdigitalizowane książki, czasopisma, grafiki, mapy, muzykalia, druki ulotne oraz rękopisy pochodzące ze zbiorów Biblioteki Narodowej oraz instytucji współpracujących.
Poniżej znajduje się lista zdigitalizowanych czasopism dostępnych w Polonie, które mają tzw. panel prasy. W panelu prasy można systematyczne przeszukiwać wydania czasopism. Uwzględniono tylko niektóre tytuły, zwłaszcza te o wysokiej częstotliwości publikacji lub pełnej dostępności w Bibliotece Narodowej. Można filtrować tytuły prasy według miejsca wydania oraz według częstotliwości wydawania danego tytułu lub wyszukać wydawnictwo na podstawie tytułu. Dostępne są m.in.:
- ABC,
- Biesiada Literacka,
- Bluszcz,
- Czas,
- Dobry Wieczór,
- Kurjer Czerwony,
- Dziennik Literacki,
- Dziennik Narodowy,
- Echo,
- Express Wieczorny,
- Gazeta Polska[1],
- Kurjer Warszawski,
- Kurjer Poranny,
- Słowo,
- Trubadur Polski,
- Tygodnik Ilustrowany,
- Wanda.

Prasa żydowska: 
- Cajt,
- Chwila,
- Di Panorame,
- Dos Naje Blat,
- Echo żydowskie,
- Fołks-Sztyme,
- Nasz Przegląd Ilustrowany.

Obecnie zasoby Polony powiększane są dzięki realizacji projektu "Patrimonium – digitalizacja i udostępnienie polskiego dziedzictwa narodowego ze zbiorów Biblioteki Narodowej oraz Biblioteki Jagiellońskiej". W ciągu 3 lat w ramach "Patrimonium" dwie największe książnice w Polsce zamierzają zdigitalizować i udostępnić ponad 637 tys. numerów czasopism.